# 帕科拉河
帕科拉河（西班牙語：Rio Pacora）是巴拿马的一条河流，流经帕科拉。